# 西門羅 (紐約州)
西門羅（英語：West Monroe）是一個位於美國紐約州奧斯威戈縣的鎮。

## 人口
根據2020年美國人口普查的數據，西門羅的面積為99.94平方千米，當中陸地面積為87.40平方千米，而水域面積為12.54平方千米。當地共有人口4088人，而人口密度為每平方千米41人。